# Rex Ingram (cineasta)
Rex Ingram (15 de janeiro de 1892 – 21 de julho de 1950), nascido Reginald Ingram Montgomery Hitchcock, foi um diretor de cinema irlandês, produtor, escritor e ator. Diretor Erich von Stroheim uma vez chamou-o "maior diretor do mundo".

## Filmografia selecionada
Filmografia completa do Ingram como diretor:
- The Symphony of Souls
- The Great Problem (1916)
- Broken Fetters (1916)
- The Chalice of Sorrow (1916)
- Black Orchids (1917)
- The Reward of the Faithless (1917)
- The Pulse of Life (1917)
- The Flower of Doom (1917)
- His Robe of Honour (1917)
- Humdrum Brown (1917)
- The Day She Paid (1919)
- Shore Acres (1920)
- Under Crimson Skies (1920)
- Hearts are Trumps (1920)
- The Four Horsemen of the Apocalypse (1921)
- The Conquering Power (1921)
- The Prisoner of Zenda (1922)
- Trifling Women (1922)
- Turn to the Right (1922)
- Scaramouche (1923)
- Where the Pavement Ends (1923)
- The Arab (1924)
- Mare Nostrum (1926)
- The Magician (1926)
- The Garden of Allah (1927)
- The Three Passions (1929)
- Baroud (1932)